# Elisabetta Belloni
Elisabetta Belloni (ur. 1 września 1958 w Rzymie) – włoska urzędniczka państwowa i dyplomata, sekretarz generalny Ministerstwa Spraw Zagranicznych.

## Życiorys
Ukończyła nauki polityczne na Uniwersytecie LUISS w Rzymie. Została później wykładowcą na tej uczelni. W 1985 podjęła pracę we włoskiej dyplomacji. Zajmowała się sprawami związanymi z włoskim udziałem w UNIDO i OBWE. Była pierwszym sekretarzem włoskiego przedstawicielstwa przy organizacjach międzynarodowych w Wiedniu (1993–1996) oraz dyrektorem biura gospodarczego i handlowego w ambasadzie w Bratysławie (1996–1999). Później pełniła różne funkcje w strukturze MSZ: szefa gabinetu podsekretarza stanu do spraw europejskich (2002–2004), dyrektora działu zarządzania kryzysowego (2005–2008), dyrektora generalnego do spraw współpracy rozwojowej (2008–2012) i dyrektora generalnego do spraw zasobów ludzkich, budżetu i innowacji (2013–2015). W 2014 uzyskała rangę ambasadora. W 2015 została szefem gabinetu ministra spraw zagranicznych Paola Gentiloniego, a w 2016 przeszła na stanowisko sekretarza generalnego Ministerstwa Spraw Zagranicznych.
W maju 2018, w trakcie kryzysu politycznego po wyborach parlamentarnych, wymieniano ją w mediach jako potencjalną kandydatkę na stanowisko premiera, który stanąłby na czele rządu technicznego. W 2021 premier powołał ją na funkcję dyrektora Dipartimento delle Informazioni per la Sicurezza, departamentu rządowego zajmującego się służbami specjalnymi. Funkcję tę pełniła do 2025.

## Odznaczenia
- Order Zasługi Republiki Włoskiej klasy V (1996), IV (2005), III (2009), II (2017) i I (2017)[6]
- Legia Honorowa V klasy (Francja, 2007)[7]
- Krzyż Wielki Orderu Wiernej Służby (Rumunia, 2018)[8]